# Menzago
Menzago è una frazione del comune italiano di Sumirago posta a sud del centro abitato. Costituì un comune autonomo fino al 1869.

## Storia
Fu un antico comune del Milanese.
Registrato agli atti del 1751 come un borgo di 339 abitanti, nel 1786 Menzago entrò per un quinquennio a far parte dell'effimera Provincia di Varese, per poi cambiare continuamente i riferimenti amministrativi nel 1791, nel 1798 e nel 1799. Alla proclamazione del Regno d'Italia nel 1805 risultava avere 374 abitanti. Il governo di Napoleone fece di Menzago un centro di aggregazione amministrativa, tanto da annettergli Quinzano nel 1809, e Crugnola e Vinago nel 1811: tutti questi cambiamenti furono tuttavia annullati al loro ritorno dagli austriaci in ossequio alla loro politica restauratrice. Menzago risultò essere popolato da 558 anime nel 1853, scese però a 509 nel 1861: la decadenza del borgo, non inserito nelle più moderne vie di comunicazione, fu tra le cause del decreto di Vittorio Emanuele II che nel 1869 decise la soppressione del comune e la sua annessione a Sumirago.